# ایسوزو تروپر
ایسوزو تروپر (به انگلیسی: Isuzu Trooper) شاسی بلند ژاپنی است. اولین نسل از این خودرو از سال ۱۹۸۱ تا ۱۹۹۱ تولید شد و دومین نسل از آن از سال ۱۹۸۲ تا ۲۰۰۲. این خودرو را با نام‌های دیگری مانند آکورا اس‌ال‌ایکس، شورلت تروپر و… می‌شناسند.
موتور ایسوزو تروپر ۶ سیلندر ۳٫۲ لیتری است و انتقال قدرت به هر چهارچرخ این خودرو صورت می‌گیرد که آن را به یک شاسی بلند مناسب آفرود تبدیل کرده‌است. تروپر ۷ سرنشینه است و شامل امکاناتی مانند: قطب‌نمای دیجیتال، سانروف و صندلیهای چرم است.
طراحی آن موتور جلو، توزیع نیروی پیشران و خودرو چهار چرخ محرک بوده‌است. سیستم جعبه‌دندهٔ آن ۵ دنده به دو صورت خودکار و دستی است.

## نگارخانه

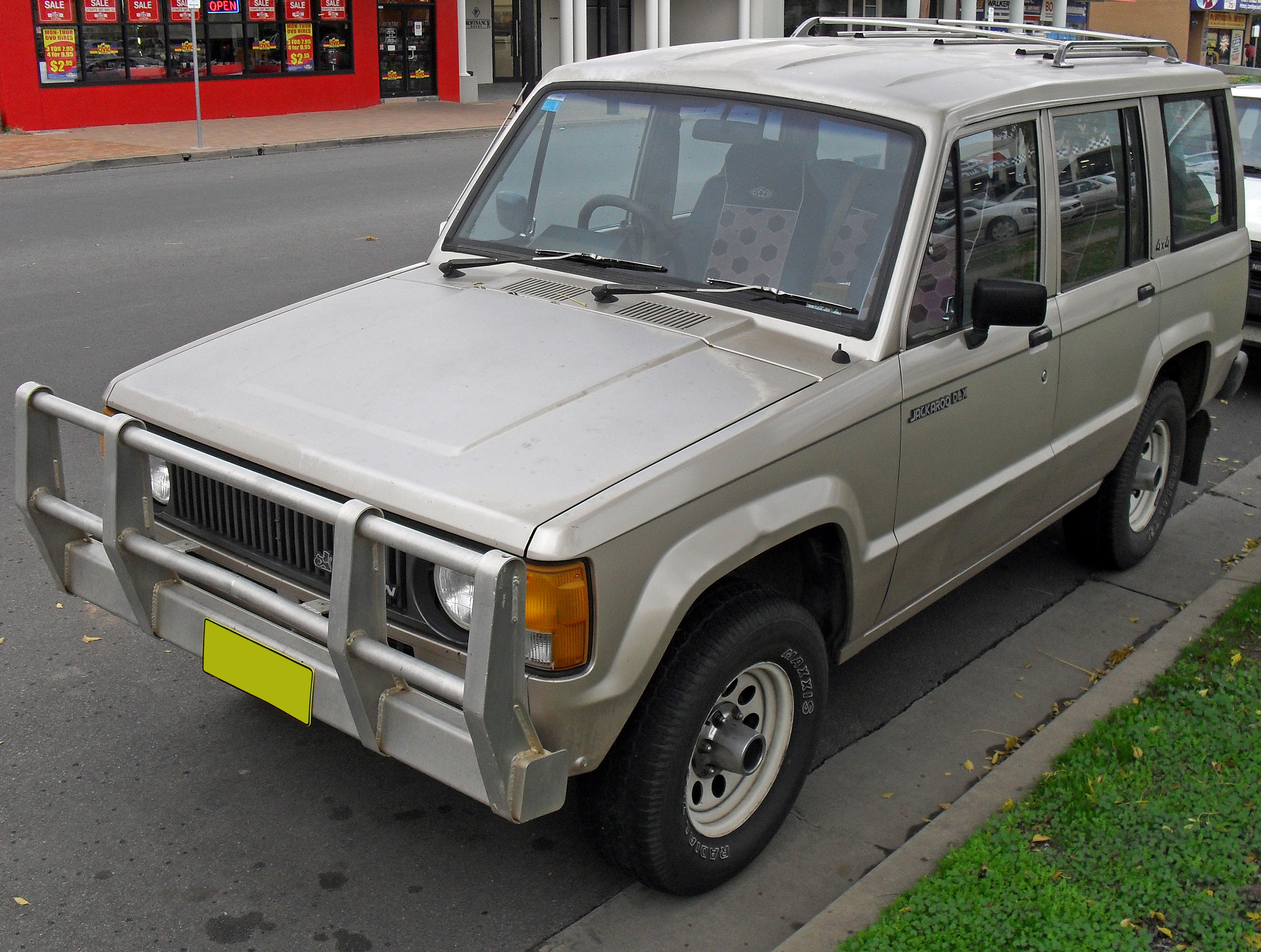
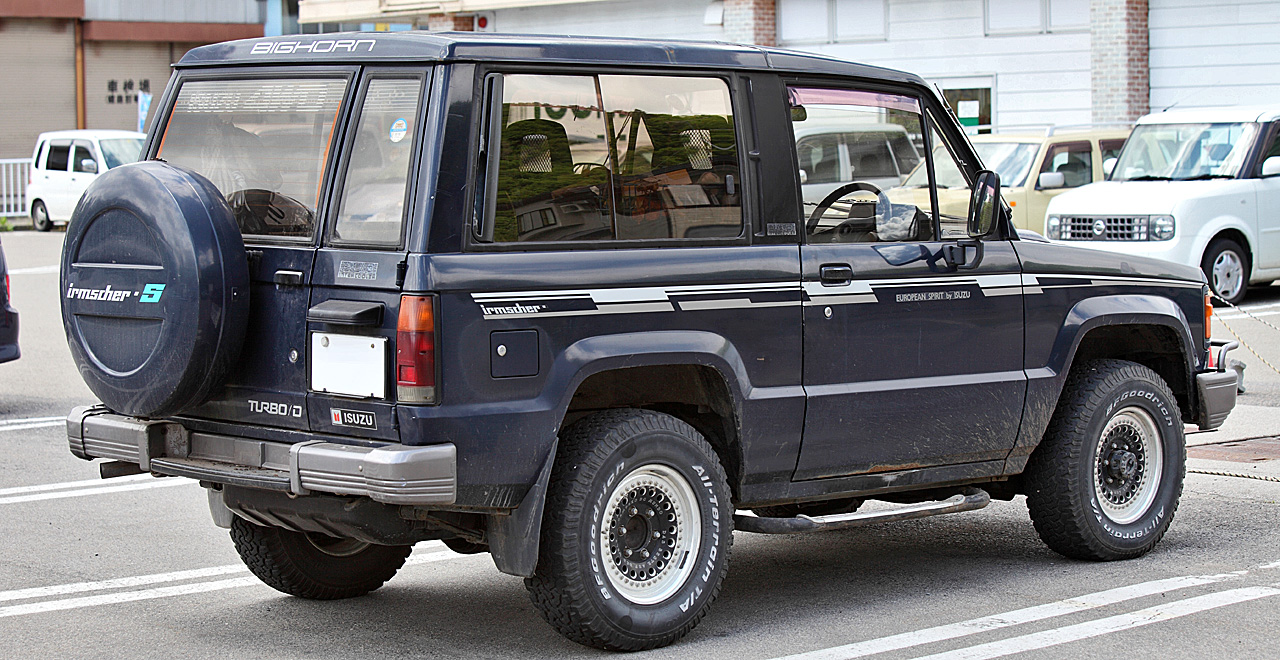
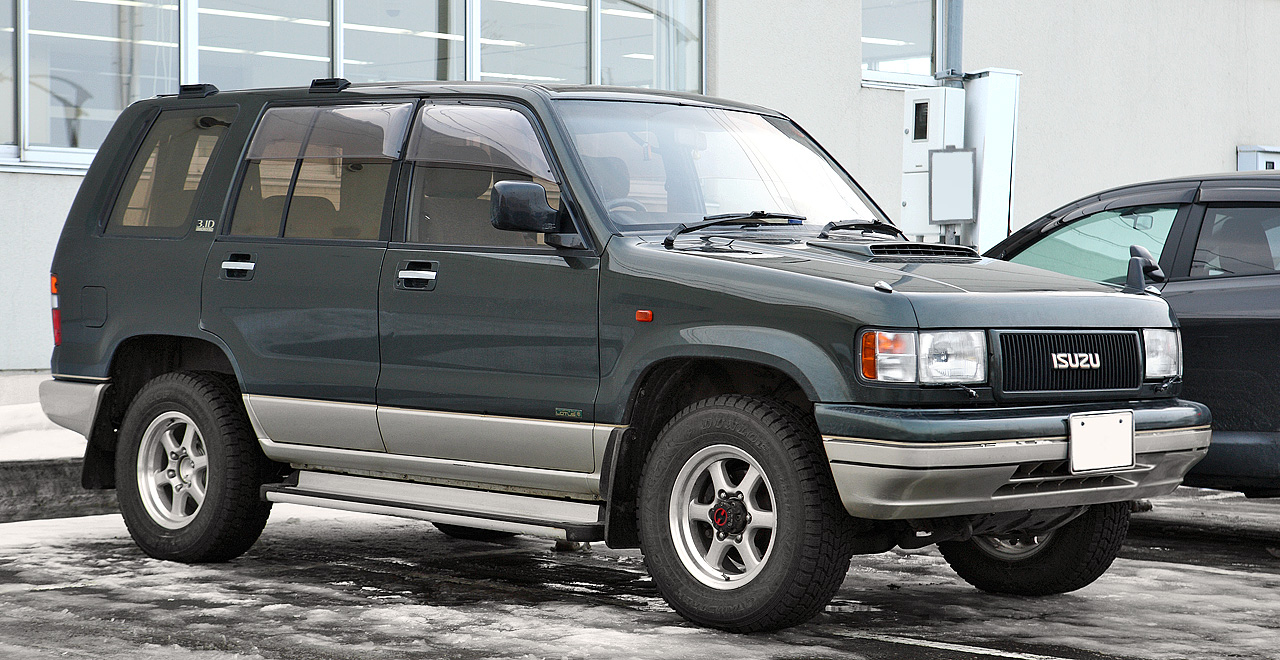
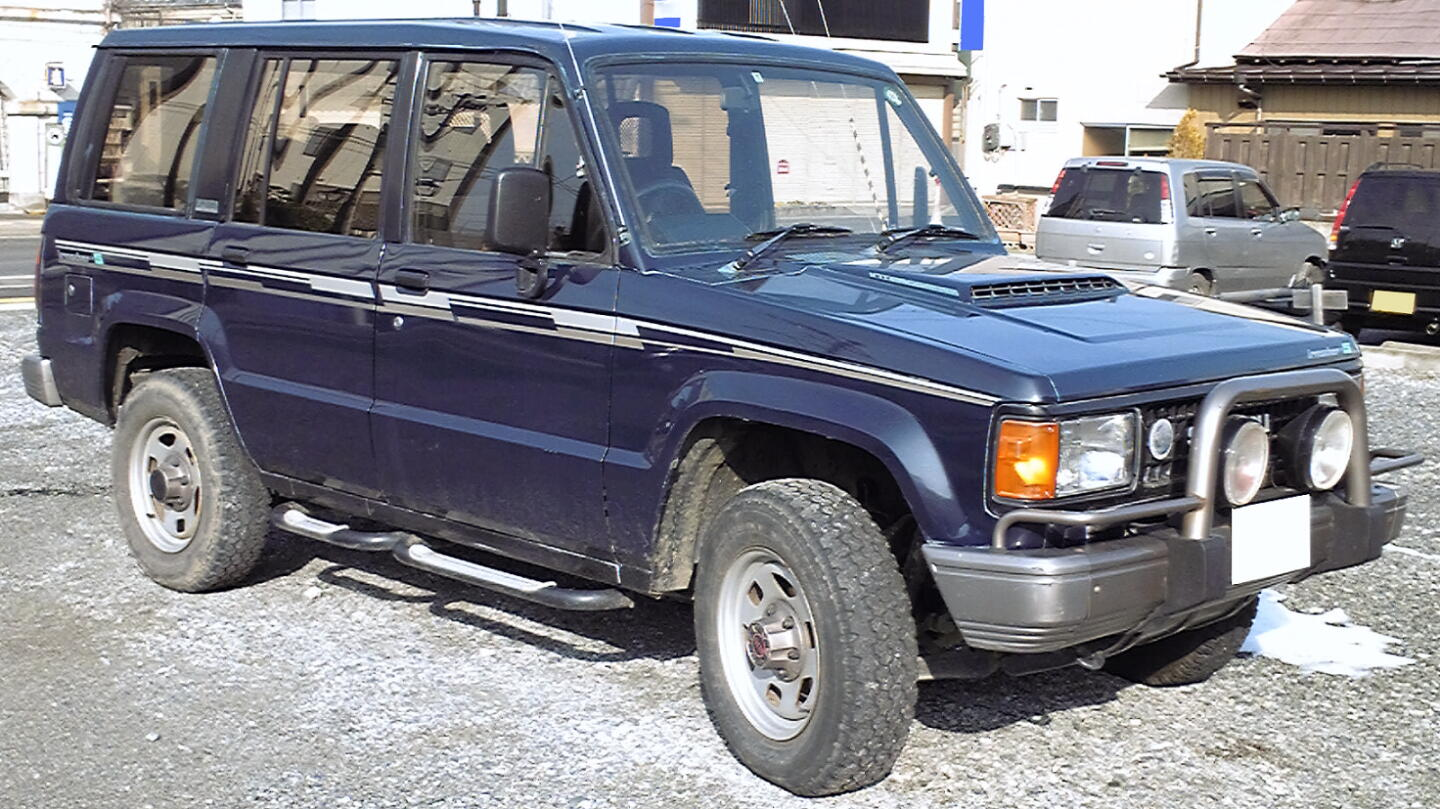